# Міраж (гурт)
«Міраж» — радянський, а потім російський музичний колектив, що працює переважно в стилі євродиско.

## Історія

### 1986-1988: «Зірки нас чекають». Період Гулькиної і Разіної

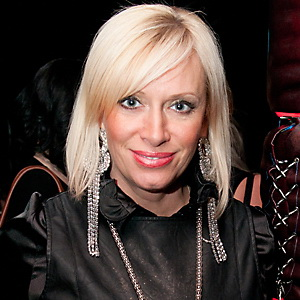
Наталія Гулькина

У 1985 році композитор і клавішник Андрій Литягин, студентка Московської державної консерваторії, вокалістка Маргарита Суханкіна, гітарист Сергій Проклов і вокаліст Михайло Кірсанов об'єдналися в аматорський колектив «Зона активності» і записали свій перший демозапис під назвою «Інформація з газет». Спочатку солістом в проекті «Зона активності» був Михайло Кірсанов, який складав вірші і співав, а Андрій Литягин грав на клавішах. Напрямком колективу став нью-вейв. «Пісні були божевільні, - згадувала Суханкіна в інтерв'ю журналу Rolling Stone, - я ревіла, кричала, видавала якісь нелюдські звуки» .
Роком пізніше, в лютому 1986 року, колектив отримав назву «Міраж» і незабаром влаштувався в СПМ «Рекорд», де Литягин зібрав студію для професійного запису. Через деякий час Литягиним було складено 12 композицій, на які поет Валерій Соколов поклав вірші, орієнтовані на жіночий вокал. Для виконання вокальних партій до перших пісень автори запросили Маргариту Суханкіну. Погодившись, співачка взяла участь у записі композицій «Зірки нас чекають», «Відео» і «Ця ніч», проте брати участь у записі решти матеріалу для майбутнього альбому відмовилася, так як мала намір зробити оперну кар'єру і не хотіла бути поміченою в гурті, який виконує популярну музику.
Після тривалих пошуків і проб Андрієм Литягиним в джазовій студії одного з московських палаців культури була знайдена нова вокалістка для «Міража» - Наталія Гулькіна.
Вона виконала вокальні партії ще для п'яти пісень: «Сонячне літо», «Божевільний світ», «Я не хочу», «Електрика», «Чарівний світ». Після додавання до восьми записаних композиціям інструментальної «Близько опівночі» 3 березня 1987 року побачив світ дебютний альбом гурту Зірки нас чекають. Крім вокалісток, в записі альбому також взяли участь співробітник студії «Звук» Андрій Лукінов, гітарист Сергій Проклов, Костянтин Брагін, Олексій Рящін. Згодом, для перевидання на компакт-диску, в 1994 році альбом був перезаписаний на студії Mirage Music за участю вокалістки Катерини Болдишевої і Ігоря Бабенко, який займався ремастерингом.
Через півроку після виходу першого магнітоальбома «Міража» пробуджений інтерес до гколективу підштовхнув Литягина до вирішення почати гастрольну діяльність. Поповнившись ще однієї солісткою, Світланою Разіною, колектив приступив до участі в перших концертах. У короткі терміни щільність гастрольної діяльності «Міража» досягла 80 - 90 концертів на місяць. У першому складі «Міража» на концертах виступали, за винятком солісток, гітарист Сергій Проклов (на концертах його підміняв Ігор Пономарьов), клавішник Роман Жуков і барабанщик Сергій Солопов.

### 1988-1990: «Знову разом». Період Ветлицької - Салтикової - Овсієнко

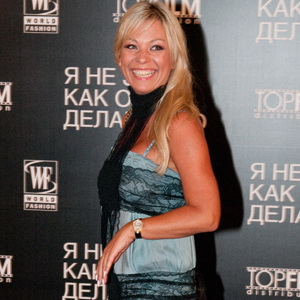
Ірина Салтикова

Незважаючи на велику популярність і затребуваність, в 1988 році Наталія Гулькіна і Світлана Разіна покинули гурт, створивши власні проекти - колективи «Зірки» і «Фея» відповідно. Незабаром на зміну їм прийшла Наталя Ветлицька. Вона пробула у складі колективу недовго - протягом 1988 року, після чого вийшла з її складу і зайнялася сольною кар'єрою. Однак саме Ветлицька знялася в першому відеокліпі «Міража», в якому виконала попурі з трьох пісень - «Я не хочу», «Ця ніч» і «Музика нас зв'язала», яка до того моменту ще не була видана. Незначний час в 1988 році також пропрацювала Інна Смирнова, згодом стала солісткою гурту «Фея».
Улітку 1988 року на обладнанні, наданому студією «Звук», «Міраж» записав другий магнітоальбом - « Знову разом». Для запису вокальних партій знову була запрошена Маргарита Суханкіна; також в записі брали участь Андрій Литягин (аранжування, клавішні), і Олексій Горбашов (гітара). Поява останнього в колективі справило значному впливу на подальшу творчість «Міража»: з'єднання танцювальної музики з фатальною гітарою згодом стало візитною карткою гурту «Міраж».
1989 рік для гурту «Міраж» був ознаменований активною гастрольною діяльністю. На концертах гурту під плюс-фонограму з голосами Гулькіної і Суханкіної виступали молоді солістки Тетяна Овсієнко та Ірина Салтикова. Остання пропрацювала в колективі недовго. З відходом Салтикової Овсієнко стала не тільки єдиною, провідною солісткою, а й «обличчям» гурту «Міраж». У 1989 році гурт знявся в якості камео в радянській музичній комедії «Наша людина в Сан-Ремо», де виконав пісню «Я більше не прошу», а також вперше взяв участь у фестивалі «Пісня року», виступивши з піснями «Музика нас зв'язала» і «Новий герой». Перша композиція мала великий успіх і вийшла у фінал конкурсу. Тим часом Литягин і Горбашов в студії почали роботу над третім альбомом «Не в перший раз».

### 1990—1999: Період Болдишевої

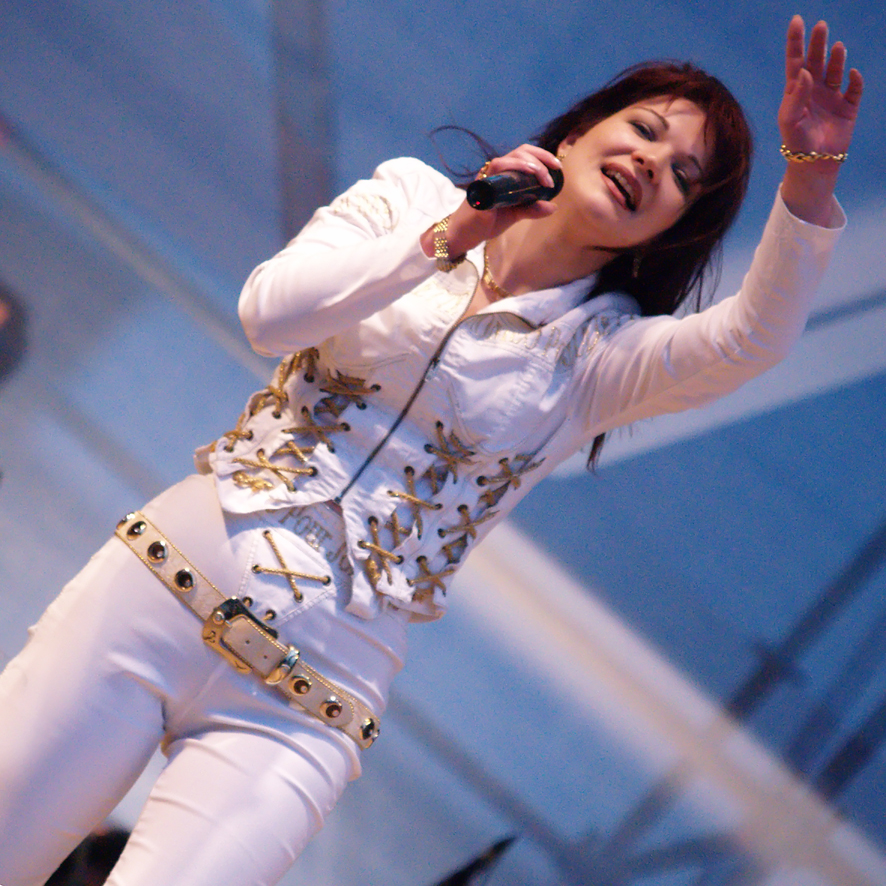
Катерина Болдишева

У 1991 році в гурті відбулася зміна солістки — за рішенням керівника Андрія Литягина місце Тетяни Овсієнко зайняла Катерина Болдишева. Ще до її приходу в колектив для запису третього альбому в 1989 році була запрошена Маргарита Суханкіна (у шлюбі на той час Маруна). Підготовлений альбом у виконанні Суханкіної тоді не було видано, і в даний час цієї версії альбому «Не в перший раз» 1989—1990 років не існує. Незважаючи на те, що в 1992 році альбом вже був готовий до видання у виконанні Болдишева, важка економічна ситуація в країні змусила гурт відкласти випуск альбому на невизначений термін. Концертна діяльність колективу тривала з вокалісткою Катериною Болдишевої, яка, на відміну від своїх попередниць, виконувала пісні власним голосом. У цей період гурт виступав виключно живцем, даючи при цьому 20-30 концертів на місяць. Криза 1998 року змусила гурт практично згорнути свою гастрольну діяльність на батьківщині. У період з 1999 по 2004 роки гурт за участю Катерини Болдишевої і Олексія Горбашова активно гастролював в країнах Західної Європи.
У 1997 році був виданий перший альбом реміксів гурту — «Danceremix», під час запису якого були використані вокальні партії Суханкіної, записані в тому ж році. Аранжування до цього альбому зробив звукорежисер і композитор Роман Мухачов.

### 1999-2005: Нові склади
Початок одному з найбільш суперечливих етапів розвитку гурту поклав Андрій Литягин, вирішивши відродити гурт «Міраж» в новому складі: для концертних виступів під старі переаранжувальні плюс-фонограми були відібрані три молоді дівчини. В даний період «Міраж» записав альбоми «Версія 2000» (1999), «Dance remix 2000» (2000), «Назад в майбутнє» (2001), «Кинь» (2003). Останній включав в себе треки, які планувалося видати в 1991 році в альбомі «Не в перший раз», інші представляли собою збірники реміксів на раніше видані треки.
У 2004 році відбулася велика кількість знакових для гурту подій. Видавництво «Джем» запропонувало Андрію Литягину завершити розпочату ним в 1992 році роботу і видати третій номерний альбом гурту «Міраж» - «Не в перший раз». Після успішного укладення договору видавництво почало відповідну роботу. Тим часом в «молодому» складі гурту відбулися зміни: замість трьох попередніх солісток, які виступали на концертах під фонограму Суханкіної, в колективі з'явилися чотири нові дівчини: Ніколь Амбразайтіс, Євгенія Морозова, Олена Степанюк і Марія Харчева. У 2004 році, коли гурті «Міраж» «виповнювалося» 18 років, в Росії пройшла серія концертів, присвячених цій події, включаючи концерт в спорткомплексі «Олімпійському». Ініціаторами та організаторами ювілейного концерту стали генеральний директор «Міраж-М'юзік» Олександр Букрєєв, Олексій Горбашов, Катерина Болдишева, Тетяна Овсієнко та Видавництво «ДЖЕМ». У проведеному концерті взяли участь практично всі колишні і діючі учасники гурту «Міраж»: солістки і вокалістки Тетяна Овсієнко, Ірина Салтикова, Катерина Болдишева, Наталія Гулькіна, Маргарита Суханкіна, Світлана Разіна, клавішник Олександр Хлопков, гітарист Олексій Горбашов і інші. З колишніх солісток в концерті не брала участь Наталя Ветлицька. Примітно, що всі виконавиці, що брали участь в концерті, включаючи Салтикову і Овсієнко, співали виключно своїми голосами.

### 2005-2007: Гулькина - Суханкіна. Зародження дуету

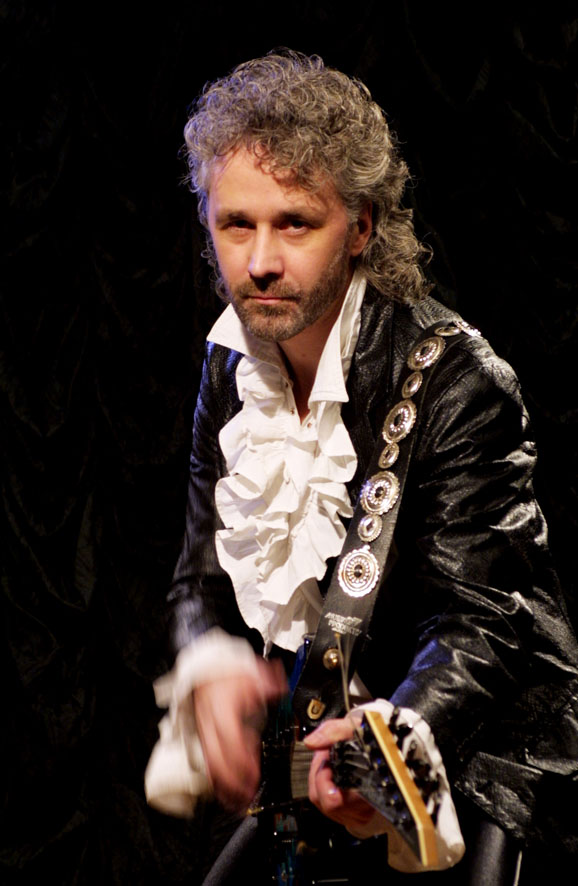
Олексій Горбашов

Незадовго до концерту в «Олімпійському» дві колишні вокалістки «Миража» - Наталія Гулькіна і Маргарита Суханкіна, раніше не знайомі одна з одною, об'єдналися в дует. Не маючи права на використання назви «Міраж» для спільної концертної діяльності, вони спочатку вирішили виступати під ім'ям «Соло на двох», а потім - власні імена, під якими в 2004 році був виданий сингл «Міраж Любові», а в 2005 році - альбом «Просто Міраж». На обох дисках не було жодної композиції з колишнього репертуару гуртку, відповідно, жодної пісні, написаної її засновником, Андрієм Литягиним. Після виходу альбому дует Гулькіна і Суханкіна приступив до активної концертної діяльності, що викликало невдоволення з боку керівництва «Міража». Так, одного разу Литягин заявив в інтерв'ю, що Суханкіна ганьбить його як композитора своїми «убогими рімейками», розміщеними в Інтернеті. У листопаді 2004 року Маргарита Суханкіна піддалася нападу і побиття з боку невідомих біля під'їзду власного будинку, а пізніше вказала на Литягина як на можливого замовника даного нападу . Про погрози на свою адресу з боку Литягина повідомляла і Наталія Гулькіна. «Ці люди, - розповідала вона в інтерв'ю, - намагаються нам зривати концерти, намагалися зірвати випуск синглу, вони пишуть листи, факси, загрози, вони не залишають нас у спокої...» .
Через деякий час Суханкіна і Гулькина, незважаючи на недавні конфронтації, пішли на співпрацю з Литягиним. З цього моменту за їх дуетом закріпилася назва «Золоті голоси гурту "Міраж"», а потім «гурт композитора Андрія Литягина "Міраж"». У зв'язку з цим молодий склад гурту був перейменований в «Міраж-Junior», і цей проект почав свою паралельну творчу діяльність, залишивши за собою право на виконання творів з репертуару гурту «Міраж». У 2006 і 2007 роках знову возз'єднався «дорослий» «Міраж» послідовно видав три концертні альбоми, що включають записи з концерту в «Олімпійському», «Дискотеки СРСР» в Санкт-Петербурзі і деякі інші рідкісні записи. Один з дисків був перевиданий в серії «Grand Collection». Крім усього іншого, в цей період було видано DVD «" Міраж "18 років» з концертними записами і mp3-колекція, що включає, крім аудіофайлів, книгу зі спогадами учасників про групу «Міраж».
У квітні 2007 року на церемонії вручення премій «Кращі з кращих» гурт «Міраж» в «золотому складі»: Андрій Литягин, Катерина Болдишева, Олексій Горбашов і Олександр Букрєєв (директор гурту) був нагороджений медалями та дипломами «Професіонал Росії» за внесок в культуру і мистецтво.

### 2008—2011: «Міраж» Гулькіної і Суханкіної

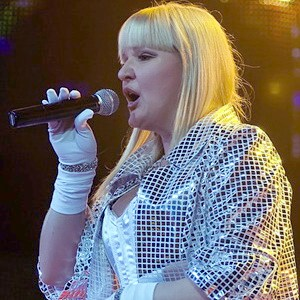
Маргарита Суханкіна в 2009 році

У 2008 році видавництво «Джем» закінчило роботу над виданням альбому «Не в перший раз», вокальні партії для якого були записані вокалісткою «Міража» 1990-х років Катериною Болдишевої, а гітарні — гітаристом Олексієм Горбашовим. Раптово Андрій Литягин висловив своє незадоволення результатом роботи, заявивши, що всі вокальні партії в альбомі мала заспівати Маргарита Суханкіна, незважаючи на попередні заяви про те, що для виконання пісень з цього альбому в 1991 році і була запрошена в колектив Болдишева. На захист своєї позиції він звернувся до суду, проте незабаром відмовився від позову, внаслідок чого Арбітражний суд міста Москви в особі судді Барабанщикова припинив провадження у справі. Легітимність альбому «Не в перший раз» у виконанні Катерини Болдишевої підтвердив Хамовнічеський суд міста Москви в особі судді Кананович, відмовивши 3 липня 2009 року Андрію Литягину в позові до торгової компанії «Каприз» та видавництва «Джем», які займалися розповсюдженням альбому.

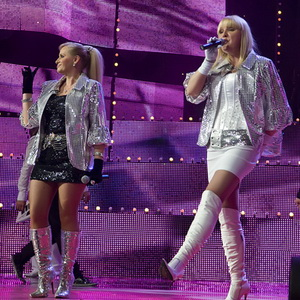
Гурт «Міраж» на фестивалі «Легенди Ретро FM 2009»

У цьому ж, 2008, році «гурт композитора Андрія Литягина „Міраж“» в складі Наталії Гулькіної і Маргарити Суханкіної здобув перемогу в телепроєкті телеканалу НТВ «Суперстар 2008. Команда мрії» за участю колишніх вітчизняних естрадних зірок як радянської епохи, так і 1990 х років.
У 2009 році у видавництві « Астрель» вийшла книга однією з перших солісток гурту, Світлани Разіною, під назвою «Музика нас зв'язала. Всі таємниці „Міража“». У ній співачка розповіла як про власну історію життя і творчості, так і про історію гурту «Міраж». В цьому ж році на лейблі «Квадро-диск» вийшов альбом гурту «Тисяча зірок», що містить 10 нових пісень і 5 реміксів на вже популярні хіти «Міража». Примітно, що в альбом були включені пісні різних авторів віршів, в тому числі і Валерія Соколова, з яким ще кілька років тому керівництво гурту знаходилося в стані конфронтації. Автор пісень гурту «Міраж» з самого початку не підтримав об'єднання Гулькіної і Суханкіної, відкрито заявивши про те, що даний дует, на його думку, не є гуртом «Міраж».
Продажі альбому «Тисяча зірок» виявилися низькими, а російські радіостанції і зовсім не зацікавилися ротацією нових композицій з альбому. Ці події змусили керівництво гурту відмовитися від ротації кліпу на пісню «Мерехтить ніч», до якої колектив готувався з 2008 року.
У 2010 році колектив взяв участь на церемонії відкриття Зимових Олімпійських ігор у канадському Ванкувері, дав два концерти: для спортсменів і для вболівальників.
До кінця 2010 року всередині гурту «Міраж» посилилися конфлікти між Наталією Гулькіною і Маргаритою Суханкіною. Досягли свого піку неприязні стосунки між учасниками гурту зробили його подальше існування неможливим, внаслідок в грудні 2010 року дует двох солісток фактично припинив своє існування. За словами Гулькіної, її розставання з «Міраж» відбулося «некрасиво і зі скандалами». Покинувши колектив, співачка зайнялася сольною кар'єрою і записала кілька нових пісень. Композицій «Міража» на своїх концертах Гулькина НЕ співає: вона стверджує, що Литягин «забороняє» виконувати їх.

### 2011: «Міраж» Суханкіна і Разіною
Офіційно Гулькина покинула гурт 15 січня 2011 року, коли термін її контракту закінчився. На зміну їй прийшла колишня солістка групи в 1980-х роках Світлана Разіна, за сумісництвом, автор кількох пісень «Міража»: «Новий герой», «Я не жартую» і «Де я».
25 грудня 2011 року на офіційному сайті Світлани Разіною з'явилося повідомлення про те, що вона покинула  «Міраж». Андрій Литягин і Маргарита Суханкіна станом на 3 січня 2012 року ніяк не прокоментували відхід співачки з колективу, однак з офіційного сайту гурту зникли фотографії Разіною і її біографія, а на форумі адміністрація повідомила про те, що «Світлана Разіна повернулася до сольної кар'єри, а гурт «Міраж» продовжує свою творчу і концертну діяльність з основною солісткою гурту Маргаритою Суханкіною, яка записала абсолютна більшість хітів гурту «Міраж» ».

### 2011-2016: «Міраж» Суханкіної
У 2013 році вийшов альбом «Відпусти мене», де всі пісні в цьому альбомі виконала Маргарита Суханкіна.

### 2016 - даний час: «Міраж» Болдишевої
Третій альбом гурту  Міраж «Не в перший раз» за результатами продажів досяг статусу «Золотий диск». Видавництво «Джем», починаючи з 1994 року видає все «класичні» альбоми «Міража», вручило «Золотий диск» виконавцям пісень альбому «Не в перший раз» Катерині Болдишевій і Олексію Горбашову .
У вересні 2016 року Андрій Литягин передав виключні права на публічне виконання ряду своїх творів і право на товарний знак «Міраж» в управління до видавництва «Джем». Одночасно з цим завдяки зусиллям видавництва «Джем» було покладено край багаторічним конфліктів і суперечок, які існували всередині проекту. Завдяки знайденому взаєморозумінню було прийнято рішення припинити діяльність колективу з солісткою Маргаритою Суханкіною, що не відповідає стилістиці і авторській ідеї, і відродити гурт «Міраж» в своєму оригінальному живому складі 1980-1990-х років. В даний час до складу гурту «Міраж» входять: Катерина Болдишева (вокал), Олексій Горбашов (гітара), Андрій Гришин (ударні), Сергій Крилов (клавішні інструменти). На сьогоднішній день даний колектив має право виконання творів з репертуару гурту «Міраж» і правом на використання товарного знака «Міраж» в концертній діяльності .
З вересня 2016 року Маргарита Суханкіна виступає з власним музичним колективом і виконує улюблені всіма хіти: «Музика нас зв'язала», «Сонячне літо», «Відео», «Настає ніч», «Я більше не прошу» і всі інші пісні, які вона виконувала будучи в складі колективу «Міраж», і які стали відомі слухачам саме в її виконанні, оскільки отримала від усіх авторів дозвіл виконувати дані пісні .
14 лютого 2017 року автор текстів хітів групи «Міраж» Валерій Соколов зробив заяву, в якому застеріг від виконання пісень свого авторства без його дозволу. Валерій Соколов офіційно заявив, що дозвіл на виконання пісень, автором яких він є: «Музика нас зв'язала», «Відео», «Чарівний світ», «Зірки нас чекають», «Чумацький шлях», «Настає ніч», «Сніжинка», «Знову разом», «Сонячне літо», «Електрика», «Ця ніч» отримали від нього тільки Маргарита Суханкіна і її колектив, а також співачка Світлана Разіна і що всі зазначені твори виключені з управління Російського авторського суспільства в частині публічного виконання і їх виконання можливе тільки з його згоди. Також Валерій Соколов повідомив, що ніякі інші особи (в тому числі старі / нові / легендарні «Міражі» і т. д. ) Не можуть публічно виконувати зазначені вище твори, оскільки вони не отримували від нього дозвіл .
1 березня 2017 року закінчився термін ліцензії, що дозволяла Маргариті Суханкіній виконувати твори з репертуару гурту Міраж. У зв'язку з порушеннями прав авторів визначенням Московського міського суду від 24 квітня 2017 року сайт Маргарити Суханкіної закритий.
Однак рішенням від 18 вересня 2017 року сайт Маргарити Суханкіної був розблокований. Протягом декількох місяців судових розглядів продюсеру Маргарити Суханкіної Сергію Лаврову вдалося довести безпідставність претензій. Також у 2017 році за ліцензією ТОВ «Національне музичне видавництво» Маргарита Суханкіна і Продюсерський центр «Міраж мьюзік» представили музичне шоу «Музика нас зв'язала» .
16 листопада 2019 року учасники програми гурту «Міраж» Тетяна Овсієнко, Катерина Болдишева, Ірина Салтикова, Олексій Горбашов, Олександр Хлопков, Роман Жуков і композитор Андрій Литягин вперше за багато років зустрілися разом. Зустріч відбулася в програмі «Привіт, Андрію!», Присвяченої дню народження Тетяни Овсієнко. Андрій Литягин заявив, що в даний час між присутніми в студії учасниками немає суперечок і протиріч, а Олексій Горбашов розповів, що вже півроку гурт «Міраж» працює в одній програмі з Тетяною Овсієнко в турі «зі стадіонів, як і 30 років тому». На підтвердження цих слів у фіналі програми Тетяна Овсієнко та Катерина Болдишева спільно виконали пісню «Я більше не прошу». Незадовго до цього Андрій Литягин виступив із заявою, звинувативши Наталю Гулькіну і Маргариту Суханкіну в незаконному використанні своїх творів і попередив організаторів концертів про відповідальність за порушення його авторських прав. Тим часом гурт «Міраж» представив тизер готується до виходу кліпу на пісню «Дух ночі». У лютому 2020 року організатори концертів за участю Маргарити Суханкіної і ін. зірок 80-х (Ласкавый Май, Комбінація, На-На й ін.) оголосили про скасування запланованих 23 концертів в різних містах країни. Причиною скасування стала відсутність глядацького інтересу.
У період самоізоляції, пов'язаної з епідемією коронавірусу в Росії, гурт «Міраж» продовжив активну творчу діяльність. Група представила міні-кліп «Музика - це антивірус» з «антивірусним» текстом, написаним Оленою Степановою, і покладеним на музику пісні «Музика нас зв'язала». Кліп був знятий на домашній студії Катерини Болдишевої і Олексія Горбашова. 12 квітня 2020 року гурт «Міраж» взяв участь в музичному онлайн-марафоні «Час перших», присвяченому Дню космонавтики, трансляцію якого на телеканалі «Music Box Gold», в соціальній мережі «Однокласники» і на платформі «Яндекс.Ефір» подивилися більше 20 мільйонів глядачів.
У липні 2020 року гурт «Міраж» взяв участь в концертній програмі, яка відбулася на Російської базі Хмеймім в Сирії. Концерт, який носив благодійний характер, був організований Авторадіо і Міністерством оборони РФ. Він став частиною офіційних святкових заходів до Дня ВМФ. Крім російських військовослужбовців, на концерті побували представники дипломатичних служб і міністерств оборони РФ і САР. Командування військової частини високо оцінило внесок артистів в підтримку бойового духу Російських військових і вручило Катерині Болдишевій і всім учасникам гурту пам'ятні медалі. Раніше, в лютому 2020 року гурт виступив з благодійним концертом для лікарів і пацієнтів військового госпіталю імені А. А. Вишневського.
У серпні 2020 року Андрій Литягин в своєму інтерв'ю кореспонденту інформаційного агентства Intermedia нагадав про те, що він є власником прав на товарний знак «Міраж», що підтверджено рішенням суду по Інтелектуальним прав. З рішення випливає, що в 2018 році Соколов звернувся до суду з позовом про визнання недійсним надання правової охорони належить Литягина товарному знаку «Міраж» і обов'язок Федеральної служби з інтелектуальної власності анулювати правову охорону цього товарного знака. Однак суд відмовив у задоволенні вимог Соколова. Одним з доводів суду було те, що «Роспатент прийшов до висновку... з огляду на те, що представленими доказами підтверджується беззмінне керівництво Литягина А.В. музичним колективом «Міраж» ». У своєму інтерв'ю Литягин звернув увагу на ще один аргумент суду: «Посилання Соколова В.П. на те, що він є одним із засновників товариства «Продюсерський центр Міраж-М'юзік», до складу найменування якого включено слово «Міраж», а також організовує концерти колишньої солістки гурту «Міраж» Суханкіна М. з використанням позначення «Міраж», що не можуть служити підставою для визнання використання позначення «Міраж» самим Соколовим В.П. » Також, в рішенні сказано, що «товарний знак «МІРАЖ» не вводить споживачів в оману щодо особи, яка надає послуги під даними позначенням, оскільки тільки один відсоток респондентів асоціює музичний гурт «МІРАЖ»з Соколовим В.П.» Коментуючи недавні заяви Соколова щодо домагань на творчу спадщину гурту «Міраж», Андрій Литягин заявив, що «... не варто серйозно ставитися до бурчання одного з п'яти колишніх авторів текстів пісень гурту.» На завершення свого інтерв'ю Литягин в черговий раз попередив всіх організаторів концертів про те, що «дозвіл на товарний знак «Міраж »і виконання моїх пісень є тільки у Катерини Болдишевої (солістка «Міража» з 1991 року, її голос звучить в 3-му альбомі гурту) і Олексія Горбашова (беззмінна гітара гурту «Міраж» з 1987 року), вже йдуть судові процеси над порушниками. Не зв'язуйтеся з двійниками з колишніх солісток, я все одно знайду і засуджу всіх, хто працює без ліцензії!» 
15 жовтня 2020 року Арбітражний суд Волгоградської області виніс рішення за позовом Андрія Литягина до організатора концерту Суханкіної про виплату компенсації за незаконне використання творів з репертуару гурту «Міраж». Суд визнав, що концерт Суханкіної не є театралізованою виставою, як це було заявлено в афіші, і організатор повинен був отримати в авторів згоду на використання творів. За словами Андрія Литягина, це рішення «ставить жирну крапку в нескінченних спекуляціях на тему, що у Маргарити Суханкіна є повне право, і вона може співати пісні гурту Міраж.» Андрій Литягин оцінив в 20 мільйонів рублів суму компенсації, яку йому повинна виплатити Суханкіної за незаконне використанням його творів. Він в черговий раз застеріг всіх замовників концертів за участю колишніх солісток про кримінальну відповідальність за незаконне використання його творів.
У січні 2021 року на IV церемонії вручення незалежних музичних премій SMG Awards гурт «Міраж» в складі Катерини Болдишевої, Олексія Горбашова, Сергія Крилова і Андрія Гришина була удостоєна премії «гурт покоління». В кінці березня 2021 року гурт «Міраж» анонсував випуск кліпу, знятого спільно з Нікітою Джигурдою .
У травні 2021 року гурт «Міраж» представив пародійний кліп за участю Нікіти Джигурди на пісню «Не допоможе ця ніч». Матеріал для кліпу, автором ідеї та режисером якого став Андрій Литягин, було відзнято в Парижі.

## Солістки гурту
- Маргарита Суханкіна (1986-1990, 1997, 2002-2003 студійна вокалістка, 2005-2016 студійна та концертна вокалістка)
- Наталія Гулькіна (1987-1988, 2005-2011)
- Світлана Разіна (1987-1988, 2011)
- Наталя Ветлицька (1988)
- Інна Смирнова (1988)
- Тетяна Овсієнко (1988-1990)
- Ірина Салтикова (1988-1989)
- Катерина Болдишева (студійна та концертна вокалістка c 1990 року, діюча солістка гурту «Міраж») [16][17][18][19]

## Дискографія

### Номерні альбоми
- «Зірки нас чекають» (1987)
- «Знову разом» (1988)
- «Не в перший раз» (2004, виданий в 2008)
- «Тисяча зірок» (2009)
- «Відпусти мене» (2013)

### Альбоми реміксів
- «Dance remix» (1997, перевидання 2000)
- «Версія 2000» (1999)
- «Назад в майбутнє» (2001)
- «Кинь» (2003)
- «Старе по-новому» (2004)